# KNVB Beker 2025/26 (vrouwen)
De 46e editie van de KNVB Beker vrouwen gaat op 18 oktober 2025 van start met de eerste ronde en eindigt op zaterdag 16 mei 2026 met de finale.

## Opzet
Deelnemers zijn elftallen uitkomend in de Eredivisie, standaardelftallen uitkomend in de Eerste divisie en Tweede divisie, het hoogst geëindigde beloftenteam van de Vrouwen Eerste divisie 2024/25, de kampioen van de Topklasse 2024/25 en winnaars van de tweede kwalificatieronde amateurvoetbal.
De Europees uitkomende elftallen (FC Twente, PSV en Ajax) zijn in de eerste ronde vrijgesteld.

### Speeldata
| Ronde           | Speeldata         |
| --------------- | ----------------- |
| Eerste ronde    | 18 en 19 oktober  |
| Achtste finales | 13 en 14 december |
| Kwartfinales    | 28 en 29 januari  |
| Halve finales   | 18 en 19 maart    |
| Finale          | 16 mei            |